# Bandar Seri Begawan
Bandar Seri Begawan ([ˈbandar səˈri baˈɡawan], Jawi: بندر سري بڬاوان, malaiisch für Hafen des verehrten Herrschers, von Persisch Bandar = Hafen und Sanskrit Shri Bhagwan = Verehrter Herrscher, meist nur BSB genannt; bis 1970 Brunei-Stadt) ist die Hauptstadt von Brunei. Sie liegt am Brunei-Fluss, der unweit in die Bucht von Brunei und damit in das Südchinesische Meer mündet.
Letzte offizielle Zahlen der Volkszählung 2001 sprechen von 27.300 Einwohnern. 2007 wurde die Stadtfläche von ursprünglich 12,87 km² auf ihre heutigen 100,36 km² vergrößert. Die Stadt hat (Stand 2007) um die 100.000 Einwohner.
In einer Rangliste der Städte nach ihrer Lebensqualität belegte Bandar Seri Begawan im Jahre 2018 den 106. Platz unter 231 untersuchten Städten weltweit.
2011 wurde ein Masterplan zur Entwicklung der Stadt bis 2035 erarbeitet.

## Wirtschaft und Verkehr
In der Stadt haben Produzenten von Möbeln, Textilien, Kunsthandwerk und Holz ihren Sitz. Weiterhin werden in Bandar Seri Begawan Erdöl und Erdgas verarbeitet. Wassertaxis verbinden die Innenstadt mit Kampong Ayer. Im März 2020 wurde die Temburong-Brücke fertiggestellt und verbindet seitdem BSB erstmals auf dem Straßenweg mit der Exklave Temburong.
Einziger Flughafen Bruneis ist der Flughafen Brunei International, der etwa acht Kilometer nördlich der Stadt liegt.

## Sehenswürdigkeiten
Zu den Sehenswürdigkeiten der Stadt zählen der Palast des Sultans von Brunei, der Istana Nurul Iman, der mit mehr als 1800 Zimmern und 200.000 Quadratmeter überbauter Fläche als größter Palast der Welt gilt, und die Sultan-Omar-Ali-Saifuddin-Moschee, die 1958 erbaut wurde. Auch das Royal Regalia Building mit dem Royal Regalia Museum ist eine beliebte touristische Anlaufstelle.
Nahe der Moschee befindet sich Kampong Ayer (deutsch etwa Wasserdorf), ein auf Stelzen über dem Wasser erbautes Dorf mit eigenen Schulen und kleineren Moscheen für über die Hälfte der Bewohner Bandar Seri Begawans. Eine weitere Sehenswürdigkeit ist die Jame’-’Asr-Hassanil-Bolkiah-Moschee, die die größte des Landes ist.

## Klimatabelle
|                       | Jan   | Feb   | Mär   | Apr   | Mai   | Jun   | Jul   | Aug   | Sep   | Okt   | Nov   | Dez   |   |         |
| Mittl. Tagesmax. (°C) | 30,4  | 30,7  | 31,9  | 32,5  | 32,6  | 32,5  | 32,3  | 32,4  | 32,0  | 31,6  | 31,4  | 31,0  | ⌀ | 31,8    |
| Mittl. Tagesmin. (°C) | 23,3  | 23,3  | 23,5  | 23,7  | 23,7  | 23,4  | 23,0  | 23,1  | 23,1  | 23,2  | 23,2  | 23,2  | ⌀ | 23,3    |
|                       |       |       |       |       |       |       |       |       |       |       |       |       |   |         |
| Niederschlag (mm)     | 292,6 | 158,9 | 118,7 | 189,4 | 234,9 | 210,1 | 225,9 | 226,6 | 264,4 | 312,3 | 339,9 | 339,6 | Σ | 2.913,3 |
|                       |       |       |       |       |       |       |       |       |       |       |       |       |   |         |
| Sonnenstunden (h/d)   | 6,3   | 6,8   | 7,3   | 8,0   | 7,6   | 7,0   | 7,2   | 7,0   | 6,6   | 6,6   | 6,8   | 6,8   | ⌀ | 7       |
|                       |       |       |       |       |       |       |       |       |       |       |       |       |   |         |
| Regentage (d)         | 16    | 12    | 11    | 16    | 18    | 16    | 16    | 16    | 19    | 21    | 23    | 21    | Σ | 205     |
|                       |       |       |       |       |       |       |       |       |       |       |       |       |   |         |
| Luftfeuchtigkeit (%)  | 86    | 85    | 84    | 84    | 85    | 84    | 84    | 83    | 84    | 85    | 86    | 86    | ⌀ | 84,7    |

| 23,3 |

| 23,3 |

| 23,5 |

| 23,7 |

| 23,7 |

| 23,4 |

| 23,0 |

| 23,1 |

| 23,1 |

| 23,2 |

| 23,2 |

| 23,2 |

| 23,3 |

| 23,3 |

| 23,5 |

| 23,7 |

| 23,7 |

| 23,4 |

| 23,0 |

| 23,1 |

| 23,1 |

| 23,2 |

| 23,2 |

| 23,2 |

## Galerie

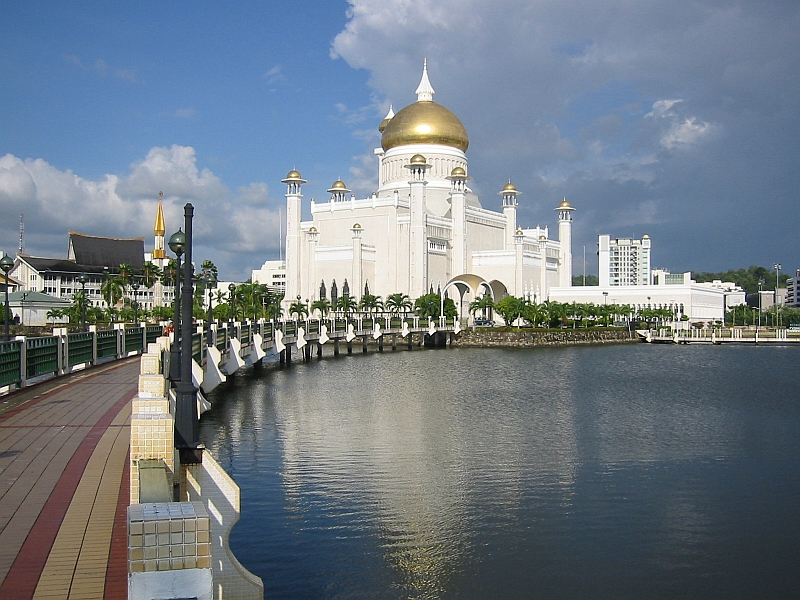
Omar-Ali-Saifuddin-Moschee
Jame'Asr Hassanal Bolkiah Moschee
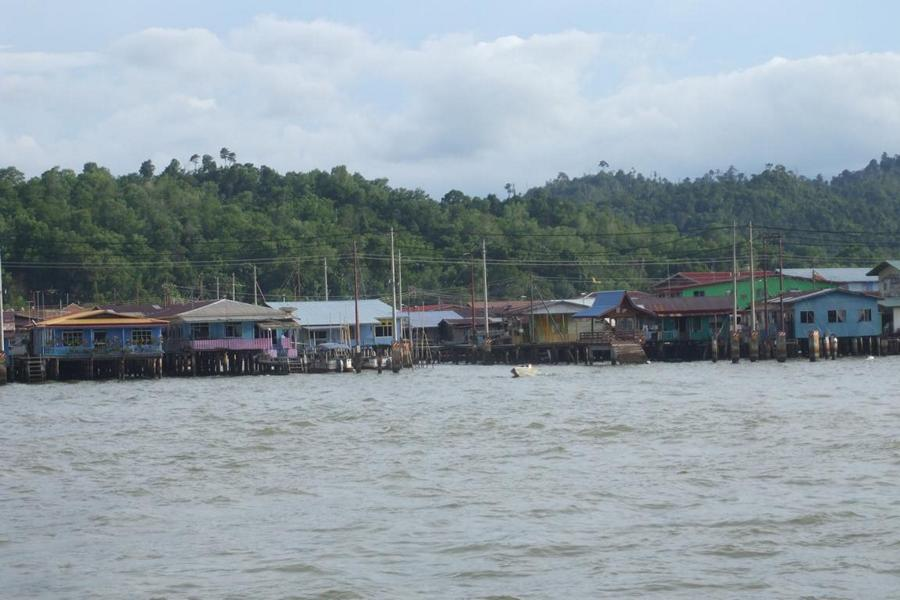
Kampong Ayer
Ministerium für Islamangelegenheiten
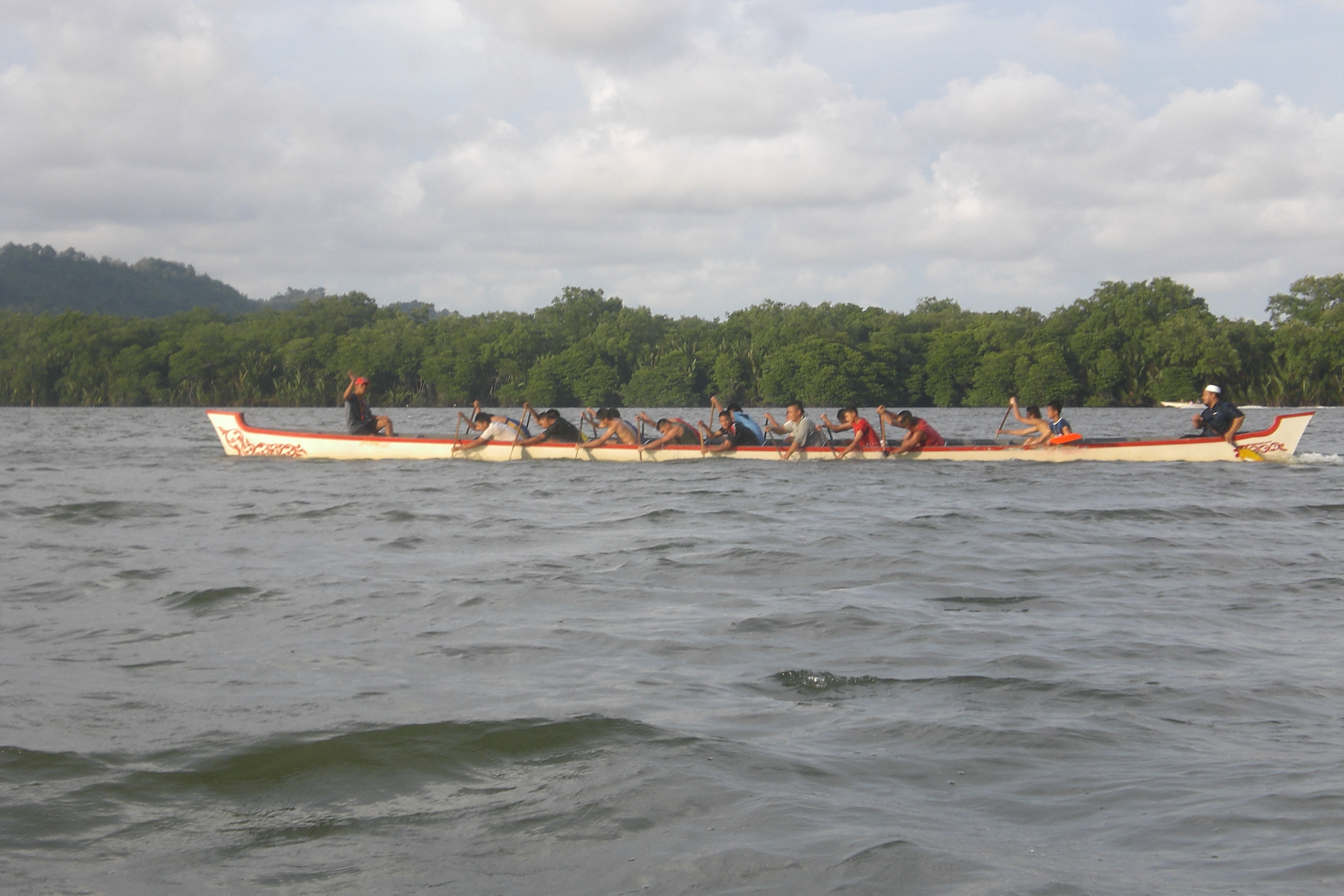
Bootsrennen auf dem Fluss
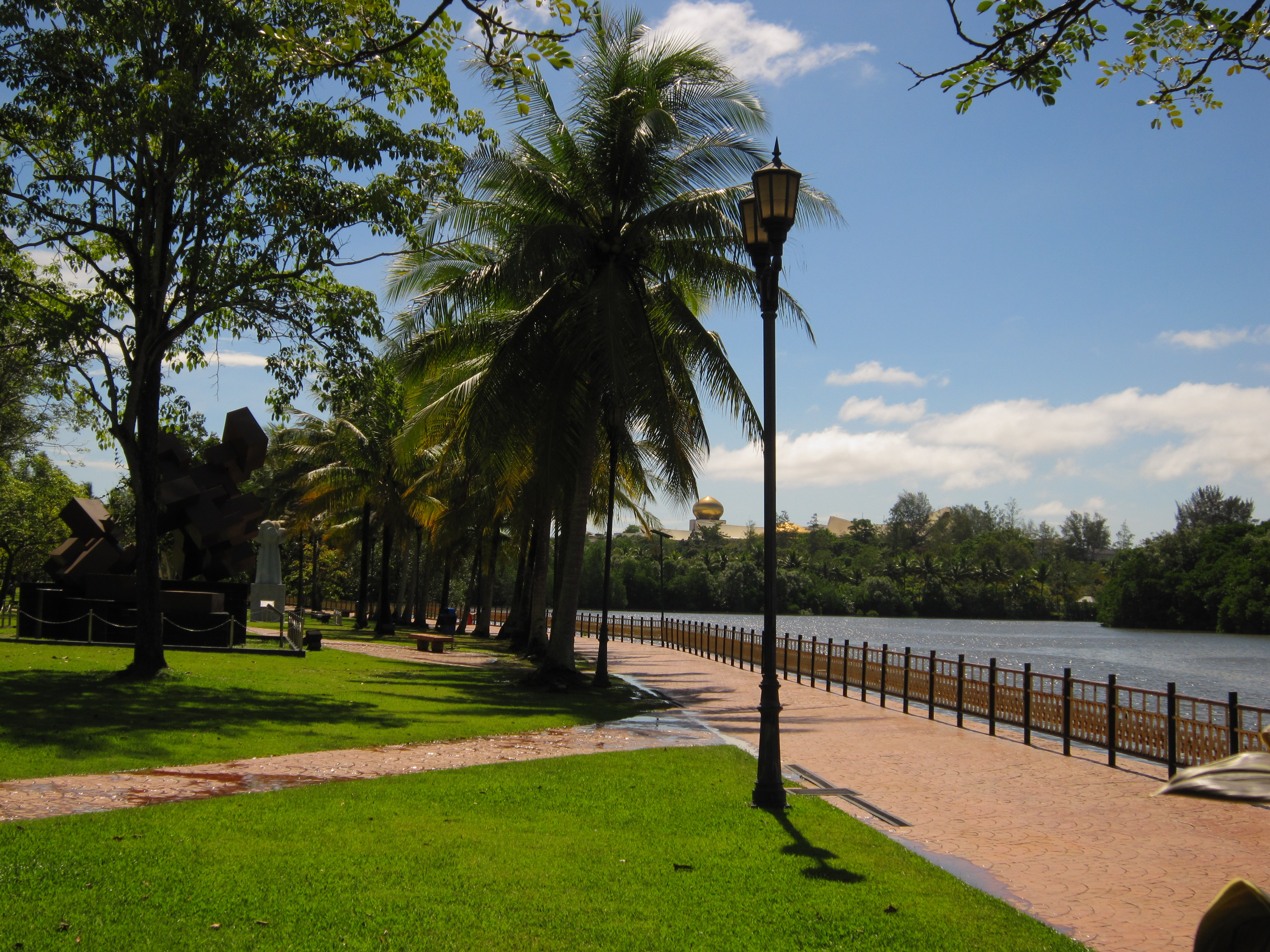
Blick vom Jalan Tutong Park auf das Istan Nurul Iman
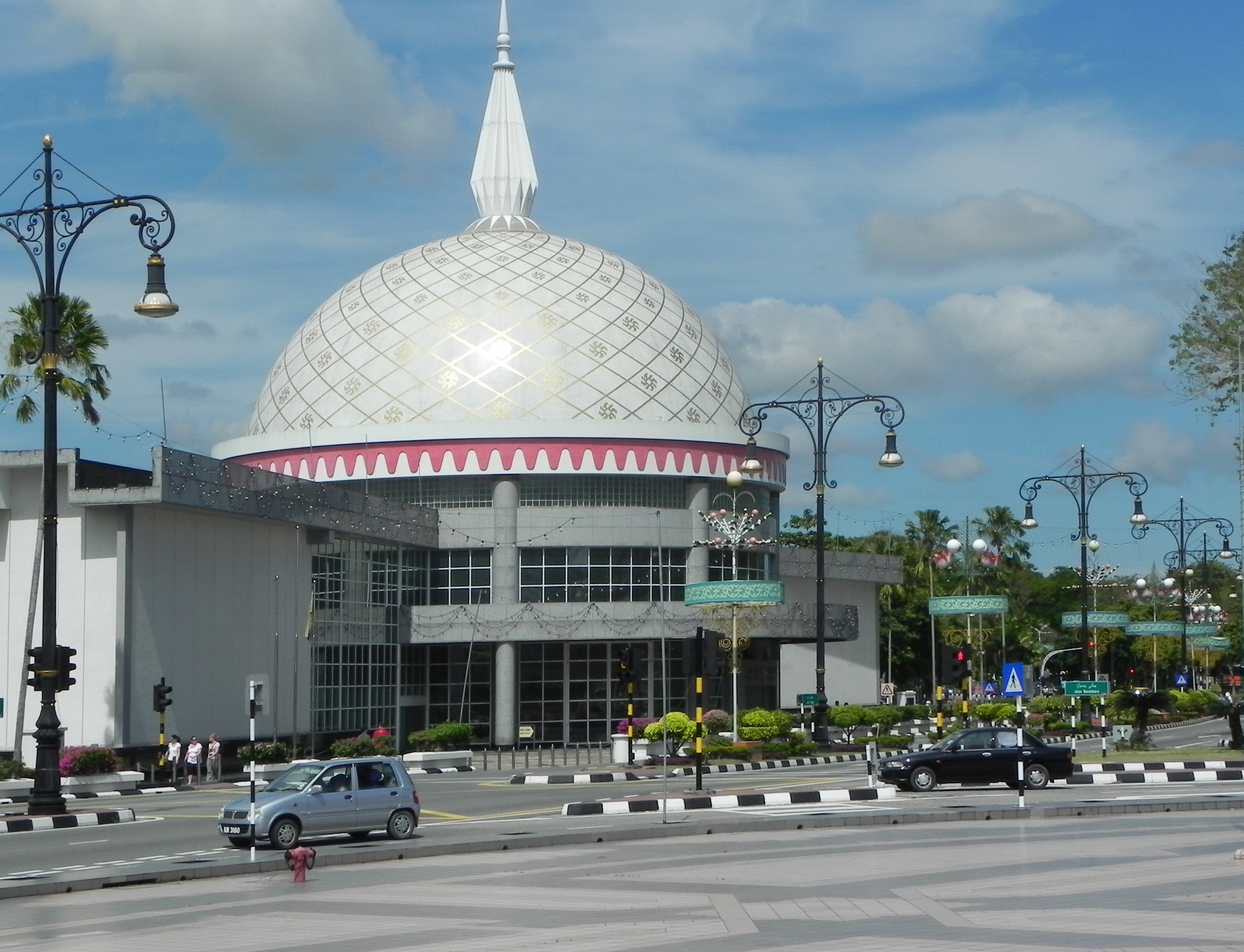
Royal Regalia
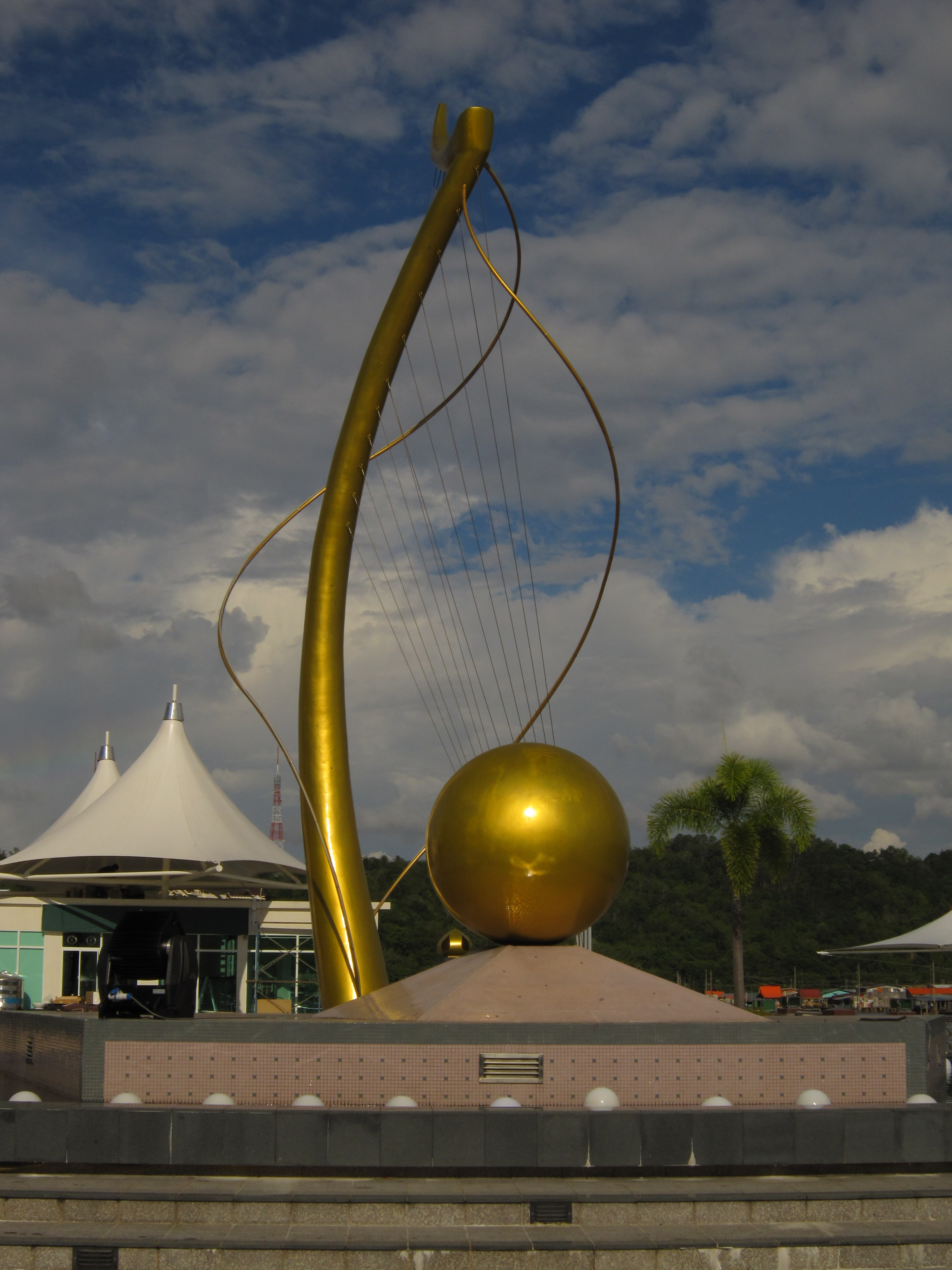
Skulptur an der Promenade
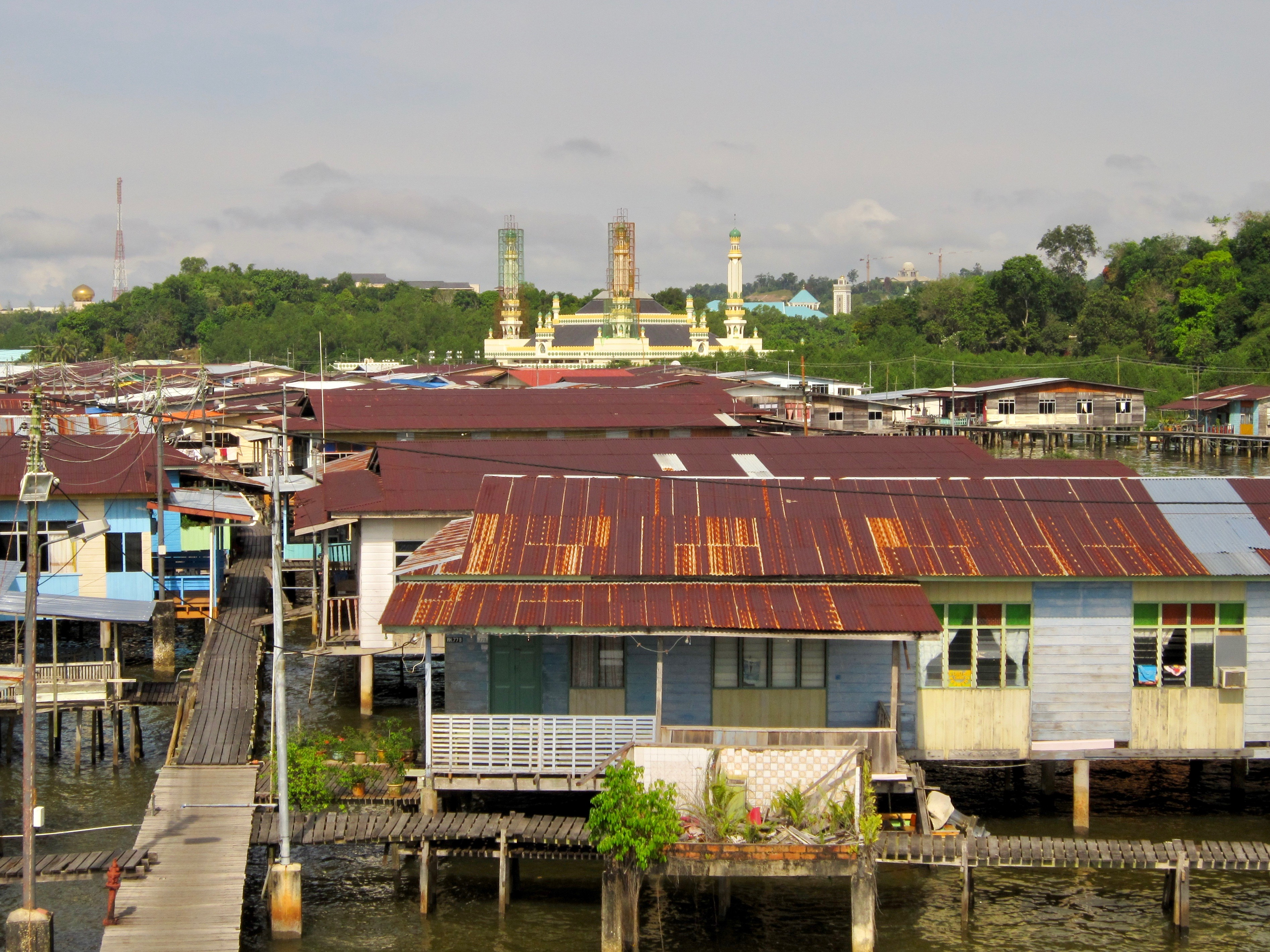
Wasserdorf am Nordufer mit Istana Darul Hana

## Söhne und Töchter der Stadt
- Ahmad Tajuddin (1913–1950), Sultan von Brunei
- Hassanal Bolkiah (* 1946), Sultan von Brunei
- Saleha Mohamed Alam (* 1946), Königin
- Mohammed Bolkiah (* 1947), Politiker
- Al-Muhtadee Billah (* 1974), Kronprinz von Brunei, Poolbillardspieler
- Fadzilah Lubabul Bolkiah (* 1985), Prinzessin
- Sarah Salleh (* 1987), Kronprinzessin
- Fakhri Ismail (* 1991), Leichtathlet und Fußballspieler
- Abdul Mateen (* 1991), Mitglied der Königsfamilie von Brunei
- Maziah Mahusin (* 1993), bruneiische Hürdenläuferin
- Anderson Lim (* 1995), Schwimmsportler
- Hannah Burkhill (* 2000), australische Synchronschwimmerin
- Joshua Yong (* 2001), australischer Schwimmsportler

## Städtepartnerschaften
Bandar Seri Begawan unterhält eine Gemeindepartnerschaft mit Nanjing in  Huadong, Volksrepublik China.